# 금고 (악기)
금고(金鼓)는 쇠나 청동으로 만든 북이다. 불교에서 종처럼 사람을 불러 모을 때 이용하기도 했고, 고려 시대, 조선 시대에는 군졸에 명령을 내리기 위한 용도로 사용하기도 했다.